# Highland Park (Los Angeles)
L'Highland Park è un quartiere storico dell'EstSide di Los Angeles. Posto lungo il fiume Arroyo Seco, il quartiere si trova nel luogo in cui, durante l'epoca della presenza spagnola e messicana in California, si trovava il Rancho San Rafael.
I suoi confini sono approssimativamente la Pasadena freeway a sud-est, la città di Pasadena a nord-est, Oak Groove Drive a nord e l'avenue 51 ad ovest. Le arterie principali sono la York Boulevard e la Figueroa Street.
È abitato da vari gruppi etnici e socioeconomici.
Per il suo aspetto pittoresco, nel quartiere e nei suoi dintorni, sono stati girati un certo numero di film tra cui Le iene, La Bamba e la serie televisiva Supernatural.
Highland Park è il quartiere in cui è nata Billie Eilish.